# Microterys tranusideltus
Microterys tranusideltus är en stekelart som beskrevs av Xu 2002. Microterys tranusideltus ingår i släktet Microterys och familjen sköldlussteklar. Inga underarter finns listade i Catalogue of Life.